# Filippo Sega
Filippo Sega (Bolonha, 22 de agosto de 1537 - Roma, 29 de maio de 1596) foi um cardeal do século XVI

## Biografia
Nasceu em Bolonha em 22 de agosto de 1537. De família nobre originária de Ravenna, aparentada com o Papa Gregório XIII. Filho de Giovanni Andrea Sega. Tio do cardeal Girolamo Agucchi (1604), filho de sua irmã Isabella.
Estudou na Universidade de Bolonha, onde obteve o doutorado in utroque iure , direito canônico e civil, em 26 de setembro de 1560.
Protonotário apostólico. Governador de Cesena, 20 de setembro de 1566. Governador de Forlì, 24 de janeiro de 1569. Governador de Imola, 3 de março de 1571. Governador de Romagna, 15 de dezembro de 1572. Governador de Marche, 1º de janeiro de 1575. Auditor da Sagrada Consulta.
Eleito bispo de Ripatransone, 20 de maio de 1575. Consagrada, 29 de junho de 1575, catedral de Osimo, por Gabriele del Monte, bispo de Iesi, auxiliado por Vincenzo de Lucchi, bispo de Ancona, e por Cornelio Firmani, bispo de Osimo. Enviado a Flandres em missão especial perante Juan de Áustria, 1577. Núncio extraordinário em Flandres, Núncio na Espanha, 8 de julho de 1577 até 30 de abril de 1581; durante sua nunciatura apoiou o plano do Papa Gregório XIII de atacar a Inglaterra. Transferido para a sede de Piacenza em 3 de outubro de 1578. Enviado à Espanha em missão especial para negociar a formação de uma liga contra os turcos. Núncio na Áustria, de 18 de janeiro de 1586 a 28 de maio de 1587. Acompanhou o cardeal Enrico Caetani, legado a latere na França em 1589, após o assassinato do rei Henrique III de França.
Criado cardeal presbítero no consistório de 18 de dezembro de 1591. Legado a Latere à França, 1591-1592; desempenhou as funções de núncio de 15 de abril de 1592 até 12 de março de 1594. Não participou do Conclave de 1592, que elegeu o Papa Clemente VIII. Recebeu o gorro vermelho e o título de S. Onofrio, 5 de dezembro de 1594. Presidente da Congregatio Germanica , 1595. Foi um dos mais ferozes adversários de Teresa de Ávila, futura santa.
Morreu em Roma em 29 de maio de 1596. Enterrado em seu título, S. Onofrio, no lado esquerdo da capela del Crocifisso. Seu monumento sepulcral foi projetado por Domenico Zampieri, chamado Domenichino.